# Toldy Mária
Toldy Mária (Budapest, 1938. május 3. –) magyar énekesnő, énektanár. Férje:Bágya András zeneszerző, Malek Miklós Erkel Ferenc-díjas zeneszerző, lánya: Malek (Bágya) Andrea EMeRTon-díjas színésznő-énekes, fia: ifj. Malek Miklós dalszerző.

## Élete
Budapesten született Toldy István és Worschitz Mária gyermekeként. A hatvanas évek elején a Magyar Rádió tánczenei stúdiójában kezdte énektanulmányait, tanára Balassa P. Tamás volt. Majd a Lipcsei fesztiválon debütált mint énekesnő a Barna bőrű hableány című dallal. Első igazi slágere a Húszéves vagyok című dal volt, ez a sláger tette ismertté itthon is, amit olyan dalok követtek, mint a Békaszerenád, a Bumcsili, az Egy, velem ugye könnyen megy vagy éppen a Például te. A hagyományos tánczene egyik kiemelkedő képviselője. Ő énekelte magyar nyelven az 1965-ös Eurovíziós Dalfesztivál győztes France Gall Poupée de cire, poupée de son dalát, Tardos Péter szövegével, Viaszbaba címmel.
Az 1966-os első Táncdalfesztiválon Más ez a szerelem című dalával megosztott első díjat, és előadói díjat nyert. 1967-ben a Rövid az élet című dallal szintén megosztott első helyezést és előadói díjat nyert a Táncdalfesztiválon. Népszerűségét mutatja, hogy a keleti blokk országain kívül Angliában, is vendégszerepelt, Nyugat-Németországban pedig 2 lemeze jelent meg.
Gyermekkora óta énektanár szeretett volna lenni, de az élet más lehetőséget kínált – a színpadot. Amikor 1971 januárjában felkérték, hogy tanítson a Postás Zeneiskola táncdal stúdiójában, elvállalta. Tíz évig énekelt, és a pályája csúcsán hagyta abba. Úgy gondolta, így nem csak taníthat, de gyermekei nevelésében is jobban részt tud venni. Tanári korszaka azonban a Vasutas Zeneiskolában kezdődött 1990-ben, itt kapott lehetőséget egy musicaliskola létrehozásához, amely 2001 óta az Operettszínházzal együttműködve neveli az utánpótlást. Ars poeticája: „A gyémántot nem csak csiszolni kell, de folyamatosan keresni is kell, felbukkanását nem szabad csak a véletlenre bízni.” A Budapesti Operettszínház művész utánpótlásának tanáraként a Pesti Broadway Stúdióban, ének (opera, népdal, műdal, táncdal) tanszakokon ének oktatóként működik.

## Családja
Első férje Bágya András zeneszerző, második Malek Miklós zeneszerző, akitől Malek Andrea színésznő és ifj. Malek Miklós zeneszerző, producer fia született. Unokái: Princz Péter, Princz Gábor, Léna Sophie Lochmann.

## Lemezei

### Kislemezek
- Úgyis kiderül / Ráérünk még (SP 215, 1964)
- Viaszbaba (EP, 1965)
- Moszkva téri lányok / Fonott kosár (SP 710, 1970)
- Toldy Mária énekel (EP, 1974)[5]

### CD
- Más ez a szerelem (Hungaroton-Gong, 1998)

## Videók
- Viaszbaba, 1967
- Moszkva téri lányok
- Sárosi Katalin, Koós János és Németh Lehel társaságában
- Rövid az élet – Táncdalfesztivál 1967
- Más ez a szerelem – Táncdalfesztivál 1966

## Díjak, kitüntetés
- 1966 – Táncdalfesztivál megosztott Első-díj
- 1967 – Táncdalfesztivál megosztott Első-díj
- 1967 – Táncdalfesztivál Előadói-díj
- 1967 – Táncdalfesztivál Előadói-díj
- 1995 – MSZOSZ-díj
- 1995 – Budapestért díj
- 1996 – Pro Urbe Budapest díj
- 1998 – Széchenyi Emlékérem
- 2002 – Weiner Leó-díj
- 2008 – A Magyar Köztársasági Érdemrend tisztikeresztje
- 2016 – Regionális Prima Díj (magyar oktatás kategória)
- 2021 – Emberi Hang Életműdíj
- Lyra-díj[6]